# Ивакинская (Красноборский район)
Ивакинская — деревня в Красноборском районе Архангельской области. Входит в состав Белослудского сельского поселения.

## География
Находится в юго-восточной части Архангельской области на расстоянии приблизительно 7 км на запад-северо-запад по прямой от административного центра поселения деревни Большая Слудка недалеко от северного берега озера Цивинское.

## История
В 1859 году здесь (деревня Сольвычегодского уезда Вологодской губернии) было учтено 3 двора.

## Население
Численность населения: 55 человек (1859 год), 5 (русские 100 %) в 2002 году, 2 в 2010.